# Diphyus biluteonotatus
Diphyus biluteonotatus là một loài tò vò trong họ Ichneumonidae.